# Mohamed Ismaïl
Mohamed Ismaïl est un réalisateur et scénariste marocain, né le 1er septembre 1951 à Tétouan et mort le 20 mars 2021.

## Biographie
Il est né en 1951 à Tétouan. En 1970, il entame des études de droit à la faculté de Rabat.
En 1974, il intègre la Télévision marocaine où il produit et réalise de nombreuses séries télés, des soirées théâtrales ainsi qu'un certain nombre d'émissions de variétés. À partir des années 1990, il réalise  une série de longs métrages, plusieurs fois primés,.
Il meurt le 20 mars 2021, à 70 ans, des suites d’une longue maladie,.

## Filmographie
- 1996 : Aouchtam
- 1996 : Aouchtam
- 2000 : Et après...[7]
- 2001 : Amwajo el barr (téléfilm)
- 2003 : Allal al Kalda (téléfilm)
- 2004 : Ici et là[7]
- 2005 : Pourquoi pas (téléfilm)
- 2007 : Adieu mères[8]
- 2009 : Awlad lablad
- 2016 : Des ... Espoirs[9],[10]
- 2020 : La Mora[11],[12]

## Principales distinctions
- 2000 : Sélection officielle du festival de Marrakech, Carthage, Ouagadougou, Kerala
- 2000 : Grand prix et prix du meilleur scénario et réalisation du festival national du film d'Oujda pour Et après...
- 2003 : Prix de réalisation et grand prix du festival international des télévisions arabes du Caire[6]
- 2003 : Étoile d'or du meilleur téléfilm pour Allal al Kalda[6]
- 2004 : Prix du meilleur scénario au festival du film indépendant de Bruxelles pour Ici et là[6]
- 2005 : Prix du public Noujoum Bladi pour le téléfilm Pourquoi pas